# Capparis mayana
Capparis mayana là một loài thực vật có hoa trong họ Capparaceae. Loài này được Lundell mô tả khoa học đầu tiên năm 1977.